# Paula Schönfeld
Paula Schönfeld (vor 1901 in Jassy, Rumänien – nach 1902) war eine Opernsängerin (Sopran).

## Leben
Schönfeld wirkte seit 1901 an den Vereinigten Stadttheatern in Elberfeld-Barmen. Sie war eine liebenswürdige Opernsoubrette von niedlich anmutiger Erscheinung und pikantem Reiz.
Die Künstlerin stattete ihre Partien mit köstlicher Drolerie aus und verfügte über einen weichen, schmiegsamen, selbst kolorierten Partien gewachsenen Sopran.
Von ihren Leistungen wären hervorzuheben: „Marie“ in Waffenschmied und Zar und Zimmermann, „Hänsel“ und „Gretel“ (sie sang beide Partien), „Ännchen“, „Mimosa“ etc.